# Paweł Tanaka
Paweł Tanaka (ur. w Tosa w Japonii; zm. 10 września 1622 r. na wzgórzu Nishizaka w Nagasaki) – błogosławiony Kościoła katolickiego, japoński tercjarz dominikański, męczennik, ofiara prześladowań antykatolickich w Japonii.

## Życiorys
W Japonii w okresie Edo (XVII w.) doszło do prześladowań chrześcijan. Pomimo niebezpieczeństwa Paweł Tanaka udzielił schronienia misjonarzowi Józefowi Negro Maroto w swoim domu w Nagasaki, tak by mógł on przygotowywać wiernych do święta Wniebowstąpienia w 1621 r. Dwa dni po uroczystości 17 sierpnia aresztowano Pawła Tanaka razem z o. Józefem Negro Maroto, katechistą Aleksym Sanbashi Saburō i kilkoma innymi chrześcijanami. Paweł Tanaka i jego żona Maria zostali spaleni żywcem 10 września 1622 r. na wzgórzu Nishizaka w Nagasaki. W chwili śmierci Paweł Tanaka miał na sobie habit tercjarza dominikańskiego, a jego żona szkaplerz dominikański.
Został beatyfikowany razem z żoną w grupie 205 męczenników japońskich przez Piusa IX w dniu 7 lipca 1867 r. (dokument datowany jest 7 maja 1867 r.)
Dniem jego wspomnienia jest 10 września (w grupie 205 męczenników japońskich).